# 소금강로 (경주시)
소금강로(Sogeumgang-ro)은 대한민국의 경상북도 경주시 용강동 황성지하도네거리에서 시작하여, 동천동을 거쳐 연결하는 도로이다.

## 노선 경로
| 황성지하도네거리 | 원화로 | 포항 방향 경주 · 울산 방향 |
| 네거리 명칭 미상 | 양정로 |                            |
| 삼거리 명칭 미상 | 산업로 | 포항 방향 경주 · 울산 방향 |

## 주요 건물 및 시설
- 동원빌딩 - 경상북도 경주시 소금강로 39
- 동해빌딩 - 경상북도 경주시 소금강로 46
- 무지개원룸 - 경상북도 경주시 소금강로 49-5
- 홍은빌 - 경상북도 경주시 소금강로 49-6
- 그린빌 - 경상북도 경주시 소금강로 49-7
- 프레드릭톤빌 - 경상북도 경주시 소금강로 53
- 스카이스포랙스 - 경상북도 경주시 소금강로 51